# オフェーナ
オフェーナ（イタリア語: Ofena）は、イタリア共和国アブルッツォ州ラクイラ県にある、人口約500人の基礎自治体（コムーネ）。

## 地理

### 位置・広がり

#### 隣接コムーネ
隣接するコムーネは以下の通り。括弧内のPEはペスカーラ県所属を示す。
- カラーショ
- カペストラーノ
- カルピネート・デッラ・ノーラ (PE)
- カステル・デル・モンテ
- カステルヴェッキオ・カルヴィージオ
- チヴィテッラ・カザノーヴァ (PE)
- ファリンドラ (PE)
- ヴィッラ・チェリエーラ (PE)
- ヴィッラ・サンタ・ルチーア・デッリ・アブルッツィ

## 行政

### 分離集落
オフェーナには、以下の分離集落（フラツィオーネ）がある。
- Cappuccini, Frasca, Volpe